# Svilaja
Svilaja este o arie protejată (sit de importanță comunitară — SCI) din Croația întinsă pe o suprafață de 15.884,63 ha, integral pe uscat.

## Localizare
Centrul sitului Svilaja este situat la coordonatele 43°49′28″N 16°23′47″E / 43.824557°N 16.396288°E.

## Înființare
Situl Svilaja a fost declarat sit de importanță comunitară în iulie 2013 pentru a proteja 1 specie de plante și 2 specii de animale.

## Biodiversitate
Situată în ecoregiunea mediteraneană, aria protejată conține 3 habitate naturale: Păduri ilirice de Fagus sylvatica (Aremonio-Fagion), Peșteri inaccesibile publicului, Pajiști uscate din regiunea submediteraneeană estică (Scorzoneratalia villosae).
La baza desemnării sitului se află mai multe specii protejate:
- plante (1): sisinei (Pulsatilla grandis)
- mamifere (1): lupul (Canis lupus)
- nevertebrate (1): Proterebia afra dalmata